# Objdump
objdump é um programa para exibir várias informações sobre arquivos objeto em sistemas do tipo Unix. Por exemplo, ele pode ser usado como um desmontador para exibir um executável no formato de montagem. Faz parte do GNU Binutils para controle refinado sobre executáveis e outros dados binários.
Por exemplo,
```
$ objdump -D -M intel arquivo.bin | 
grep
 main.: -A20
```

Isso realiza a desmontagem no arquivo «arquivo.bin», com o código de montagem mostrado na sintaxe da Intel. Em seguida, o redirecionamos para o grep, que pesquisa a função principal e exibe 20 linhas de seu código.
Exemplo de saída:
```
  
4004ed:
	
55 
                  	
push
   
rbp

  
4004ee:
	
48 89 e5 
            	
mov
    
rbp
,
rsp

  
4004f1:
	
c7 45 ec 00 00 00 00 
	
mov
    
DWORD
 
PTR
 
[
rbp
-
0x14
],
0x0

  
4004f8:
	
c7 45 f0 01 00 00 00 
	
mov
    
DWORD
 
PTR
 
[
rbp
-
0x10
],
0x1

  
4004ff:
	
c7 45 f4 02 00 00 00 
	
mov
    
DWORD
 
PTR
 
[
rbp
-
0xc
],
0x2

  
400506:
	
c7 45 f8 03 00 00 00 
	
mov
    
DWORD
 
PTR
 
[
rbp
-
0x8
],
0x3

  
40050d:
	
c7 45 fc 04 00 00 00 
	
mov
    
DWORD
 
PTR
 
[
rbp
-
0x4
],
0x4

  
400514:
	
c7 45 ec 00 00 00 00 
	
mov
    
DWORD
 
PTR
 
[
rbp
-
0x14
],
0x0

  
40051b:
	
eb 13 
               	
jmp
    
400530
 
<
main
+
0x43
>

  
40051d:
	
8b 05 15 0b 20 00 
   	
mov
    
eax
,
DWORD
 
PTR
 
[
rip
+
0x200b15
]
        
# 601038 <globalA>

  
400523:
	
83 e8 01 
            	
sub
    
eax
,
0x1

  
400526:
	
89 05 0c 0b 20 00 
   	
mov
    
DWORD
 
PTR
 
[
rip
+
0x200b0c
],
eax
        
# 601038 <globalA>

  
40052c:
	
83 45 ec 01 
         	
add
    
DWORD
 
PTR
 
[
rbp
-
0x14
],
0x1

  
400530:
	
8b 05 02 0b 20 00 
   	
mov
    
eax
,
DWORD
 
PTR
 
[
rip
+
0x200b02
]
        
# 601038 <globalA>

  
400536:
	
39 45 ec 
            	
cmp
    
DWORD
 
PTR
 
[
rbp
-
0x14
],
eax

  
400539:
	
7c e2 
               	
jl
     
40051
d
 
<
main
+
0x30
>

  
40053b:
	
5d 
                  	
pop
    
rbp

  
40053c:
	
c3 
                  	
ret
    

  
40053d:
	
0f 1f 00 
            	
nop
    
DWORD
 
PTR
 
[
rax
]

```

O objdump usa a biblioteca BFD para ler o conteúdo dos arquivos objeto.
Utilitários semelhantes são o Borland TDUMP, o Microsoft DUMPBIN e o readelf.